# 1049

## Události
- 12. února – Lev IX. nastoupil po Damasovi II. jako 152. papež.
- Pisánci úspěšně zakončili dobytí Sardinie na andaluských okupantech.[1]
- Počátek invaze kmenů Banu Hilal do Maghrebu. Byly organizovány egyptskou dynastií Fátimovců za účelem potrestání jejich dřívějších ziríovských vazalů.
- Bylo vyhlášeno příměří mezi Byzantinci a Seldžuckými Turky.
- Výstavba veliké Železné pagody v Kchaj-fengu v Číně byla dokončena během vlády dynastie Song.

## Úmrtí
- 1. ledna – sv. Odilo z Cluny, katolický světec (* 961)

## Hlavy států
- České knížectví – Břetislav I.
- Papež – Lev IX.
- Svatá říše římská – Jindřich III. Černý
- Anglické království – Eduard III. Vyznavač
- Aragonské království – Ramiro I.
- Barcelonské hrabství – Ramon Berenguer I. Starý
- Burgundské království – Rudolf III.
- Byzantská říše – Konstantin IX. Monomachos
- Dánské království – Sven II. Estridsen
- Francouzské království – Jindřich I.
- Kyjevská Rus – Jaroslav Moudrý
- Kastilské království – Ferdinand I. Veliký
- Leonské království – Ferdinand I. Veliký
- Navarrské království – García V. Sánchez
- Norské království – Harald III. Hardrada
- Polské knížectví – Kazimír I. Obnovitel
- Skotské království – Macbeth I.
- Švédské království – Jakob Anund
- Uherské království – Ondřej I.